# Josefin Bressel
Josefin Victoria Bressel (* 12. Oktober 1991 in Berlin) ist eine deutsche Schauspielerin, Moderatorin, Radiosprecherin und Model. Bekannt wurde sie insbesondere durch ihre Rolle als Alicia Bäumler in der RTL-Soap Gute Zeiten, schlechte Zeiten, die sie seit 2023 spielt.

## Leben
Nach dem Abitur studierte Bressel von 2013 bis 2015 Schauspiel an der Film Acting School in Köln. Bereits ab 2011 spielte sie in Kurzfilmen mit. Während ihres Studiums wirkte sie in verschiedenen Theaterrollen. Von 2013 bis 2019 war sie in verschiedenen Werbespots zu hören und zu sehen. Von 2017 bis 2018 war sie Nachrichtensprecherin beim privaten südtiroler Radiosender Die Antenne. In Südtirol moderierte sie zudem verschiedene Produktionen von Rai Südtirol und arbeitete als Model in Mailand.
Ihre erste Episodenrolle im Fernsehen hatte sie 2017 als Liane bei der Fernsehserie Einstein, welche im Free-TV bei Sat.1 sowie im Pay-TV bei Sat.1 emotions ausgestrahlt wurde. Im Jahr 2022 hatte sie eine Nebenrolle in der Fernsehserie Schnee.
Seit 23. Oktober 2023 (Folge 7878) spielt Bressel die Rolle der Alicia Bäumler in der RTL-Soap Gute Zeiten, schlechte Zeiten.
2024 spielte sie eine Nebenrolle in Der Bozen-Krimi: Geheime Bruderschaft.

## Privates
Bressel wohnte während ihres Studiums von 2013 bis 2015 in Köln und direkt im Anschluss bis 2023 in Südtirol. Seit 2023 lebt sie wieder in ihrer Heimatstadt Berlin.

## Filmografie
- 2011: Papa schau her (Kurzfilm)
- 2014: Die 12 Geschworenen (Kurzfilm)
- 2017: Einstein
- 2018: Rivalen und Rebellen
- 2022: Schnee
- seit 2023: Gute Zeiten, schlechte Zeiten (seit Folge 7878)
- 2024: Der Bozen-Krimi: Geheime Bruderschaft